# Množina tvari
Množina tvari je omjer brojnosti jedinki tvari (N) i Avogadrove konstante (NA). Pod jedinke podrazumijevamo atome, ione, molekule.
{\displaystyle n={\frac {N}{N_{A}}}}
Množina tvari označava se s n, a njezina je mjerna jedinica mol.
1 mol je množina tvari koja sadrži isto toliko jedinki (čestica) koliko ima atoma u 12 g (0,012 kg) ugljikovog izotopa 12C, odnosno 1 mol je množina tvari koja sadži Avogadrov broj jedinki ili 6,022•1023 jedinki.
Mol je jedna od sedam osnovnih mjernih jedinica u znanosti. Uvedena je posljednja.
Istoznačnica za množinu tvari je količina tvari (engl.: amount of substance, quantity of matter). U udžbenicima kemije uvriježila se množina tvari
Množinu računamo:
{\displaystyle n={\frac {m}{M}}={\frac {N}{N_{A}}}={\frac {V^{0}}{V_{m}}}}
Pri čemu je:
| Oznaka | Značenje                                                 | Iznos i mjerna jedinica |
| ------ | -------------------------------------------------------- | ----------------------- |
| n      | množina tvari                                            | mol                     |
| m      | masa tvari                                               | g                       |
| M      | molna masa tvari                                         | (Ar ili Mr) g/mol       |
| N      | brojnost tvari                                           | (nema mjerne jedinice)  |
| NA     | Avogadrova konstanta                                     | 6,022•1023 mol−1        |
| V0     | volumen tvari pri standardnim uvjetima (0 °C, 101325 Pa) | dm3                     |
| Vm     | molarni volumen tvari                                    | 22,4 dm3/mol            |

Napomena: ? označava vrijednost koja ovisi o zadatku.

## Primjeri izračunavanja množine tvari

##### Pr. 1
Izračunajte množinu tvari klora u 200 g.
| {\displaystyle m(Cl_{2})=200g} |
| {\displaystyle n(Cl_{2})=?}    |
{\displaystyle n(Cl_{2})={\frac {m(Cl_{2})}{M(Cl_{2})}}={\frac {200~g}{(2\cdot 35,45)\cdot gmol^{-1}}}={\frac {200~g}{70,9~gmol^{-1}}}=2,82~mol}

##### Pr. 2
Izračunaj množinu iona natrija u 0,5 g kuhinjske soli.
| {\displaystyle m(NaCl)=0,5g} |  |  |  |  |
|                              |  |  |  |  |
| {\displaystyle n(Na^{+})=?}  |  |  |  |  |
{\displaystyle n(NaCl)={\frac {m(NaCl)}{M(NaCl)}}={\frac {0,5~g}{(22,99+35,45)\cdot gmol^{-1}}}={\frac {0,5~g}{58,44~gmol^{-1}}}=8,56\cdot 10^{-3}~mol}
{\displaystyle NaCl\longrightarrow Na^{+}+Cl^{-}\qquad \Rightarrow \qquad {\frac {n(NaCl)}{n(Na^{+})}}={\frac {1}{1}}\qquad \Rightarrow \qquad n(Na^{+})=n(NaCl)}
{\displaystyle {\begin{alignedat}{2}n(Na^{+})&=n(NaCl)\\&=8,56\cdot 10^{-3}~mol\\\end{alignedat}}}

##### Pr. 3
U uzorku kromova(III) klorida mase 0,08 g izračunaj množinu kloridnih iona.
| {\displaystyle m(CrCl_{3})=0,08g} |  |  |  |  |
|                                   |  |  |  |  |
| {\displaystyle n(Cl^{-})=?}       |  |  |  |  |
{\displaystyle n(CrCl_{3})={\frac {m(CrCl_{3})}{M(CrCl_{3})}}={\frac {0,08~g}{(52,00+3\cdot 35,45)\cdot gmol^{-1}}}={\frac {0,08~g}{158,35~gmol^{-1}}}=5,05\cdot 10^{-4}~mol}
{\displaystyle CrCl_{3}\longrightarrow Cr^{3+}+3~Cl^{-}\qquad \Rightarrow \qquad {\frac {n(CrCl_{3})}{n(Cl^{-})}}={\frac {1}{3}}\qquad \Rightarrow \qquad n(Cl^{-})=3\cdot n(CrCl_{3})}
{\displaystyle {\begin{alignedat}{2}n(Cl^{-})&=3\cdot n(CrCl_{3})\\&=3\cdot 5,05\cdot 10^{-4}~mol\\&=1,52\cdot 10^{-3}~mol\\\end{alignedat}}}